# Hexodon quadriplagiatum
Hexodon quadriplagiatum är en skalbaggsart som beskrevs av Frey 1957. Hexodon quadriplagiatum ingår i släktet Hexodon och familjen Dynastidae. Inga underarter finns listade i Catalogue of Life.